# Mitch Daniels
Mitchell Elias "Mitch" Daniels, Jr. (Monongahela, 7 de abril de 1949) é um político norte-americano que serviu como o 49º governador de Indiana. Republicano, ele começou seu primeiro mandato como governador em 10 de janeiro de 2005, sendo reeleito para um segundo mandato em novembro de 2008 por uma margem de dezoito pontos, recebendo o maior número de votos na história de Indiana. Antes, ele foi diretor do Escritório de Administração e Orçamento do governo federal durante a presidência de George W. Bush. Ele já foi o vice-presidente sênior da Eli Lilly and Company, a maior corporação de Indiana, sendo encarregado das estratégias comerciais da empresa. Foi especulado que ele poderia se candidatar a Presidente dos Estados Unidos em 2012, mas Daniels escolheu não concorrer. Ele é o autor do livro Keeping the Republic: Saving America by Trusting Americans. Ao final de seu mandato como governador, ele assumiu a presidência da Universidade de Purdue.